# Маори (язык)
Ма́ори, или маорийский язык (самоназвание — Te reo Māori, Māori)  — самый южный из полинезийских языков австронезийской языковой семьи; национальный язык аборигенов Новой Зеландии и один из трёх её государственных языков, наряду с английским и жестовым. Наиболее близкородственные ему языки — кукский, таитянский и прочие языки Французской Полинезии.
История языка насчитывает 800—1000 лет, за которые он подвергся сильному диалектному дроблению. Сегодня ему, несмотря на довольно большое количество носителей, угрожает вымирание. В современной Новой Зеландии существуют многочисленные инициативы, направленные на увеличение значимости языка во всех сферах жизни и препятствующие его исчезновению.

## О названии
Слово «маори» происходит от праполинезийского *ma(a)qoli и означает «нормальный, обычный, местный»; это слово имеет множество когнатов в прочих полинезийских языках: например, по-гавайски maoli означает «местный, настоящий».
С 1980-х годов в английском языке конкурируют три способа написания слова «маори»: Maori, Maaori и Māori. Обычно используются варианты Maori и Māori.
На английском название языка также часто именуется словами te reo, что означает «язык» на маори.

## Вопросы классификации

Пути миграции людей по Полинезии

Маори принадлежит к австронезийской языковой семье и является самым южным её представителем. Между тем, дальнейшая классификация не является общепринятой: традиционно все нетайваньские австронезийские языки именовали малайско-полинезийскими, однако эта подсемья, вероятно, представляет собой множество родственных диалектных континуумов, и не все «малайско-полинезийские» языки произошли от одного общего предка.
Однозначно среди австронезийских выделяется только океанийская надветвь, к которой принадлежит и маори, произошедший от пратаитянского языка вместе с туамоту и другими таитийскими. Генетические отношения полинезийских языков отражают пути миграции людей, вышедших с Тайваня около 5000 лет назад, а Новая Зеландия была заселена позже остальных крупных островов Полинезии (около 1000 лет назад туда прибыли переселенцы с островов Кука и островов Общества), поэтому ближайшими к маори языками являются распространённые в непосредственной близости от Новой Зеландии кукский и таитянский.

## Лингвогеография и современное положение

### Ареал и численность

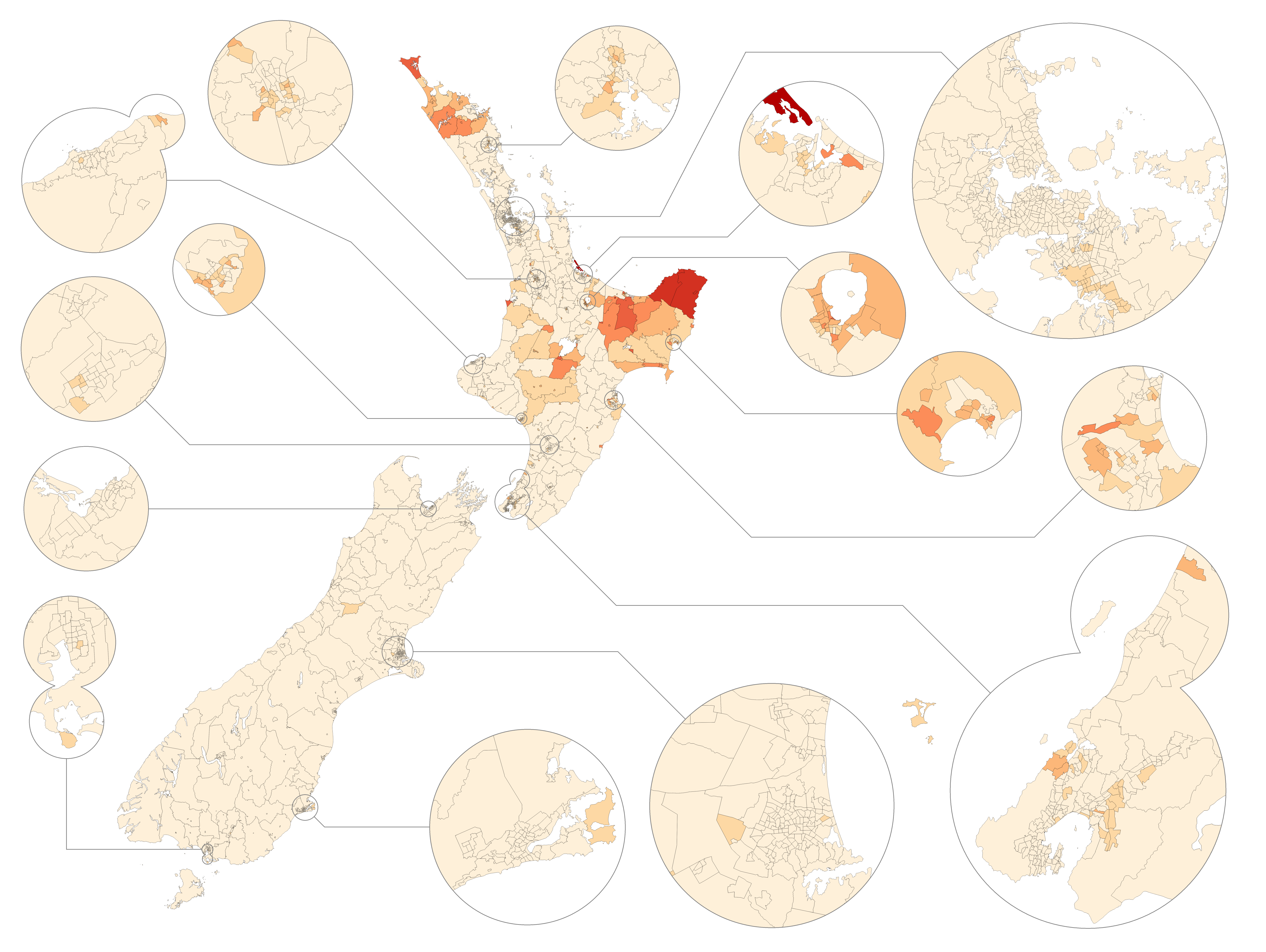
Уровень владения маори:
менее 5 %,
более 5 %,
более 10 %,
более 20 %,
более 30 %,
более 40 %,
более 50 %

Маори владеет около 4 % населения Новой Зеландии, что составляет 148 395 человек; эта цифра включает в себя 21,3 % от общего количества этнических маори, а также 23 000 людей, не являющихся маори. Несмотря на относительно большое число носителей, языку маори угрожает вымирание, так как лишь 16,6 % маори в возрасте до 15 лет владеют языком, несмотря на начавшиеся в 1970-х годах попытки возрождения языка, в том числе методики «языкового гнезда».
Кроме Новой Зеландии, маори распространён в диаспоре в Австралии (в 1986 году из 73 000 австралийских маори 22 % говорили на этом языке дома), в меньшей степени — в Великобритании, США (в 2010 году 659 человек использовали маори дома) и Канаде.

### Социолингвистические сведения

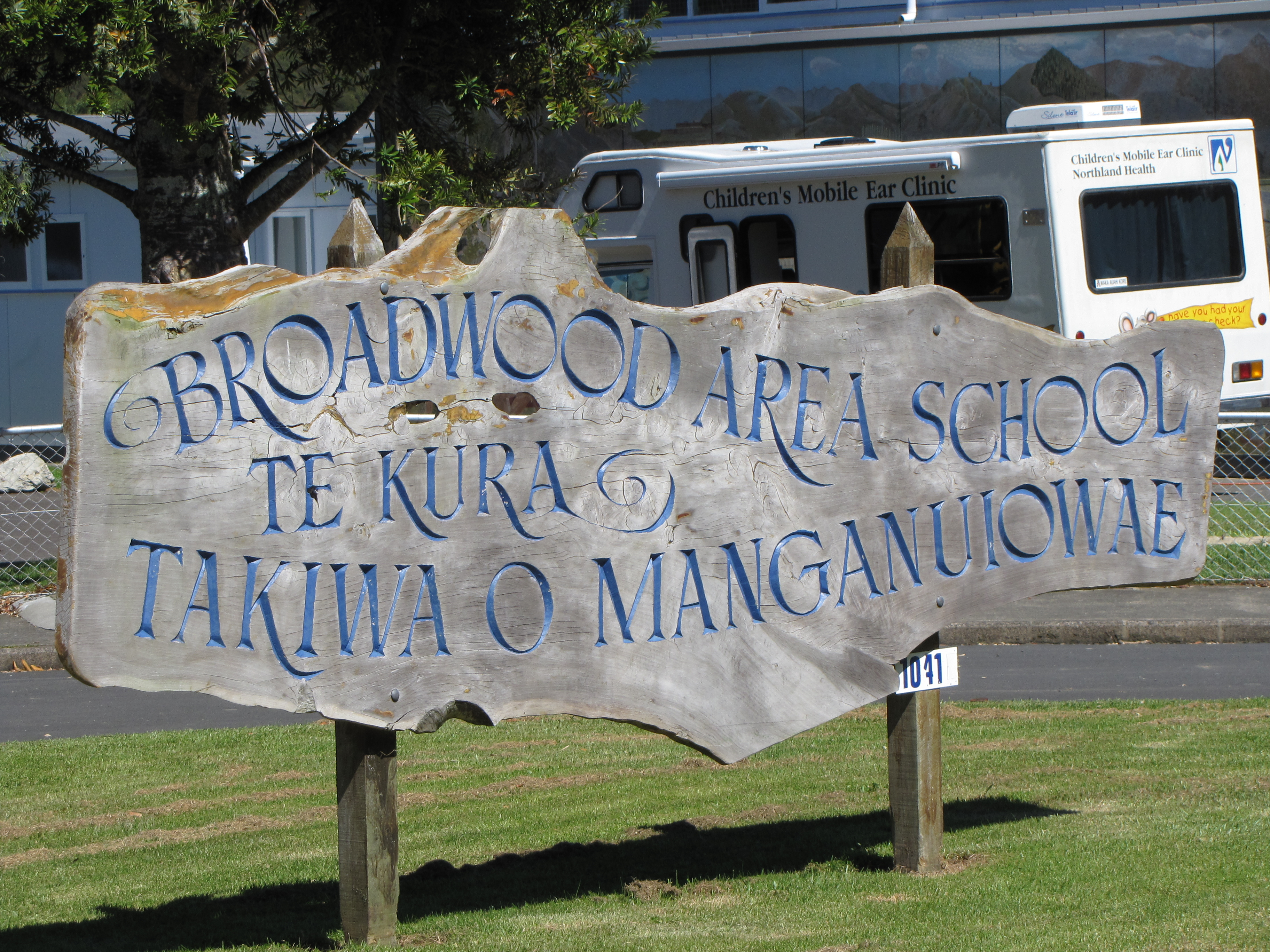
Двуязычный указатель на маори и английском в Новой Зеландии

Ещё до появления письменности на маори существовал широкий пласт устного языкового творчества, включая генеалогии, стихотворные рассказы об исторических и мифологических событиях, а также приветственные речи, исполняющиеся в мараэ. Сборники с записями устного народного творчества составлялись ещё в раннеписьменный период — в частности, известно собрание 1854 года. Широко известен сборник поэзии Апираны Нгаты, содержащий 400 текстов с комментариями и (почти всегда) переводами.
Журналистика и газеты на маори появилась ещё в XIX веке, а позже этот язык стал всё активнее использоваться в других европеизированных литературных жанрах, особенно часто — в детской литературе, которая включает как переводы знаменитых англоязычных произведений, так и оригинальные тексты. Хотя рассказы на маори создавались ещё в XX веке, первый 267-страничный роман на этом языке появился в 2002 году. Это произведение активистки возрождения языка и писательницы Катерины Матайры «Makorea», действие которого происходит в 1830—1840-х годах на Южном острове.
Детская литература на маори интенсивно развивается благодаря существованию в Новой Зеландии множества начальных школ с погружением в языковую среду.
С 1975 года ежегодно проводится Неделя языка маори (Te Wiki o te Reo Māori).

### Диалекты

Основные диалекты маори

Имеется множество диалектов языка маори, но все они взаимопонятны. Общего литературного языка у маори нет, каждое иви использует свой диалект и это воспринимается как естественная ситуация.
Диалекты делятся на две группы: «западные» и «восточные», причём к последним принадлежат также говоры Южного острова. Диалектные отличия затрагивают фонетику (слияние /n/ и /ŋ/ либо /k/ и /ŋ/), лексику (общая базисная лексика, по модифицированному 200-словному списку Сводеша, составляет от 73,1 % до 84,9 % словаря) и грамматику.
К диалектам маори обычно причисляют вымерший язык народа мориори, почти полностью истреблённого маори до европейского контакта.
| Слово «кошка» на разных диалектах маори | Слово «кошка» на разных диалектах маори | Слово «кошка» на разных диалектах маори | Слово «кошка» на разных диалектах маори | Слово «кошка» на разных диалектах маори |
| --------------------------------------- | --------------------------------------- | --------------------------------------- | --------------------------------------- | --------------------------------------- |
| Те Арава                                | Ваикато-Маниапото                       | Нгапухи                                 | Матаатуа                                | Нгати Пороу                             |
| pūihi                                   | ngeru                                   | tori                                    | poti ngeru                              | poti                                    |

## Письменность
Письменность у языка маори появилась в начале XIX века. Его алфавит сегодня состоит из 15 букв, среди которых есть два диграфа (wh и ng); долгота гласных обозначается макронами.
|            | Согласные | Согласные | Согласные | Согласные | Согласные | Согласные | Согласные | Согласные | Согласные | Согласные | Краткие гласные | Краткие гласные | Краткие гласные | Краткие гласные | Краткие гласные | Долгие гласные | Долгие гласные | Долгие гласные | Долгие гласные | Долгие гласные |
| ---------- | --------- | --------- | --------- | --------- | --------- | --------- | --------- | --------- | --------- | --------- | --------------- | --------------- | --------------- | --------------- | --------------- | -------------- | -------------- | -------------- | -------------- | -------------- |
| Фонема     | p         | t         | k         | m         | n         | ŋ         | w         | f         | r         | h         | a               | e               | i               | o               | u               | aː             | eː             | iː             | oː             | uː             |
| Орфография | p         | t         | k         | m         | n         | ng        | w         | wh        | r         | h         | a               | e               | i               | o               | u               | ā              | ē              | ī              | ō              | ū              |

## Лингвистическая характеристика

### Фонетика и фонология
В маори бедный фонетический инвентарь — 10 согласных и 5 гласных фонем (10, если считать долгие гласные отдельно), что типично для полинезийских языков. Структура слога — (C)V(V(V)), закрытые слоги отсутствуют.
|             | Губные | Переднеязычные | Заднеязычные | Глоттальные |
| ----------- | ------ | -------------- | ------------ | ----------- |
| Носовые     | /m/    | /n/            | /ŋ/          |             |
| Взрывные    | /p/    | /t/            | /k/          |             |
| Фрикативные | /f/    |                |              | /h/         |
| Плавные     |        | /r/            |              |             |
| Полугласные | /w/    |                |              |             |

|         | Передние  | Средние   | Задние    |
| ------- | --------- | --------- | --------- |
| Верхние | /i/, /iː/ |           | /u/, /uː/ |
| Средние | /e/, /eː/ |           | /o/, /oː/ |
| Нижние  | /a/, /aː/ | /a/, /aː/ | /a/, /aː/ |

Долгие гласные произносятся примерно вдвое дольше кратких. Имеется пять дифтонгов: /aĭ/, /aĕ/, /aŏ/, /aŭ/, /oŭ/.
Ударение свободное, что отличает маори от остальных полинезийских языков, где оно падает на предпоследнюю мору.
Ввиду постоянных контактов с английским языком в маори постепенно происходят фонетические изменения: /ɸ/ превратилась в /f/; взрывные согласные /p/, /t/, /k/ стали произноситься с придыханием, а также произошло слияние /əʊ/ и /oʊ/.

### Морфология
Активную роль в грамматике маори, аналогично другим полинезийским языкам, играют многочисленные частицы, обычно располагающиеся перед словом, к которому относятся.
В целом, грамматически маори довольно консервативен даже по сравнению с близкородственными языками. Среди уникальных инноваций превалируют позднейшие, появившиеся в результате повышения доли носителей, для которых родным языком является английский. Одна из недавних инноваций, не связанных с влиянием английского, — использование «временны́х» частиц локатива с субстантивированным глаголом для образования глагольной группы, имеющей длительный вид:
| Предложение | Kei                        | te           | haere       |
| Расшифровка | предлог настоящего времени | опр. артикль | идти        |
| Перевод     | «Идёт/идут»                | «Идёт/идут»  | «Идёт/идут» |

| Предложение | I                          | te            | haere         |
| Расшифровка | предлог прошедшего времени | опр. артикль  | идти          |
| Перевод     | «Шёл/шла/шли»              | «Шёл/шла/шли» | «Шёл/шла/шли» |

#### Выделение частей речи
Выделение частей речи в маори затруднено по причине слабой флективности. До 1960-х годов исследователями использовалась традиционная классификация частей речи (существительное, прилагательное, глагол, наречие, предлог, причём части речи назначались словам маори в соответствии с тем, какой частью речи был английский эквивалент). Ещё в XIX веке некоторые из исследователей заявляли о непригодности подобной классификации для маори:

Отвечая тем, кто стремится привязать маори к образцу европейских грамматик, [я] настаиваю на том, что структура маори, как и иврита, кардинально отличается от европейских языков.
Оригинальный текст (англ.)[I] would (…) insist in reply to those who would bind him down to the model of some of the European grammars, that Maori, like Hebrew, is altogether different from those languages in structure
— Maunsell, Robert. 1842. A Grammar of the New Zealand Language. Auckland
В 1960 году вышла диссертация Брюса Биггса, посвящённая структурной грамматике фразы маори, в которой он предложил разделение слов языка на «частицы» и «основы» (знаменательные части речи), которые, в свою очередь, делились на пять классов в зависимости от того, как они ведут себя в пассивных конструкциях и сочетаются с грамматическими частицами.
- Noun («существительное») — слово, которое может принимать определённый артикль, но не может быть ядром глагольной группы (маркированной частицами времени и вида).

rākau «дерево» — te rākau «дерево» с определённым артиклем, но не *e rākau ana «быть деревом».
- Universal («универсал») — слово, которое может употребляться в пассивном залоге.

inu «пить» — inumia «быть выпитым».
- Stative («статив») — слово, которое используется как глагол, но не может употребляться в пассивном залоге.

ora «здоровый, хороший, живой» — kua ora «выздоровел(а)», но не *oratia «быть здоровым/здоровой».
- Locative («локатив») — слово, сочетающееся с предлогом ki «по направлению к; в».

Aotearoa «Новая Зеландия» — ki Aotearoa «в Новую Зеландию»;
runga «юг» — ki runga «на юг».
- Personal («имя») — слово, которое при использовании ki требует употребления личного артикля a.

Ngāitai (название племени) — ki a Ngāitai «к [племени] Нгаитаи».
Hūrae «июль» — ki a Hūrae «к июлю».
Понятия «существительное», «локатив» и «имя» продолжают использоваться современными исследователями языка маори, однако остальные классы слов претерпели изменения. Патрик Хохепа в 1969 году предложил разделить класс «стативов» на «стативные глаголы» и «стативные прилагательные». Тремя годами позже вышла диссертация Тамати Мутуранги Риди, где предлагается другая система деления стативов и универсалов:
- непереходные глаголы:
  - стативные глаголы,
  - адъективные глаголы,
  - глаголы ощущений;
- переходные глаголы;
- полупереходные глаголы.

Категория «глагола ощущения» (под другим названием) также была предложена в диссертации Сандры Чунг 1978 года и поддержана Уинифредом Бауэром.
Отнесение тех или иных слов маори к частицам иногда вызывает у лингвистов споры ввиду крайне широкого спектра функций, выполняемых той или иной частью речи.
Выделение глаголов и существительных осложняется широкими возможностями по номинализации (любая клауза, сказуемое в которой выражено глагольной группой, может быть номинализована простой заменой частицы времени/вида определённым артиклем) и вообще лёгкостью словоизменения:
E ngaru ana te moana «море волнуется»; слово ngaru переводится как «волна», e — частица времени/вида.
Kua rākau «стал (стала, стало) покрыт деревьями»; слово rākau переводится как «дерево», kua — частица времени/вида.
Кроме того, определением к существительному могут выступать не только прилагательные, но и глаголы, а также другие существительные. Глаголы тоже принимают в качестве определения как прилагательные, так и существительные и другие глаголы.
Рэй Харлоу выделяет в маори глаголы (переходные, глаголы ощущения, непереходные, нейтральные, прилагательные), существительные (нарицательные, локативы, личные имена, местоимения, числительные).

### Синтаксис
Базовый порядок слов в маори — VSO (глагол—субъект—объект), предикат обычно стоит в начале клаузы. 
Строй маори обычно определяется как номинативный, однако в некоторых работах высказывается мысль о том, что «пассивный залог» маори на самом деле является базовой переходной конструкцией, а «активный залог» представляет собой антипассив. Ввиду того, что в научном мире отсутствует консенсус относительно стратегии кодирования глагольных актантов праполинезийского языка, а многие полинезийские языки проявляют как номинативный, так и эргативный строй, неизвестно, как происходило развитие строя в маори. Аргументом относительно строя маори также является весьма высокая частота использования в нём пассивного залога (гораздо чаще, чем, например, в английском языке), причём в некоторых жанрах пассивный залог используется даже чаще активного.
| Предложение | Ka                         | hoko                       | te                          | matua                      | i                          | ngā                        | tīkiti                     |                            |
| Расшифровка | аорист                     | покупать                   | определённый артикль ед. ч. | родитель                   | вин. п.                    | опр. артикль мн. ч.        | билет                      |                            |
| Перевод     | «Родитель покупает билеты» | «Родитель покупает билеты» | «Родитель покупает билеты»  | «Родитель покупает билеты» | «Родитель покупает билеты» | «Родитель покупает билеты» | «Родитель покупает билеты» | «Родитель покупает билеты» |

| Предложение | Ka                         | hoko-na                    | ngā                        | tīkiti                     | e                          | te                         | matua                      |                            |
| Расшифровка | аорист                     | покупать-пасс.             | опр. артикль мн. ч.        | билет                      | акт. п.                    | опр. артикль ед. ч.        | родитель                   |                            |
| Перевод     | «Билеты куплены родителем» | «Билеты куплены родителем» | «Билеты куплены родителем» | «Билеты куплены родителем» | «Билеты куплены родителем» | «Билеты куплены родителем» | «Билеты куплены родителем» | «Билеты куплены родителем» |

Во втором примере у глагола имеется суффикс -na, слово tīkiti стоит в именительном падеже, а также присутствует частица e, стоящая перед словом matua.
Кроме того, в четырёх случаях, описанных ниже, активный глагол используется вместе с дополнением, стоящим в именительном падеже:
- слабое повелительное наклонение на me:

| Предложение | Me                                     | hoko                                   | ngā                                    | tīkiti                                 | e                                      | te                                     | matua                                  |                                        |
| Расшифровка | следует                                | покупать-пасс.                         | опр. артикль мн. ч.                    | билет                                  | акт. п.                                | опр. артикль ед. ч.                    | родитель                               |                                        |
| Перевод     | «Билеты должны быть куплены родителем» | «Билеты должны быть куплены родителем» | «Билеты должны быть куплены родителем» | «Билеты должны быть куплены родителем» | «Билеты должны быть куплены родителем» | «Билеты должны быть куплены родителем» | «Билеты должны быть куплены родителем» | «Билеты должны быть куплены родителем» |
- «псевдопассивное наклонение» he mea:

| Предложение | He                              | mea                             | hoko                            | ngā                             | tīkiti                          | e                               | te                              | matua                           |                                 |
| Расшифровка | неопределённый артикль ед. ч.   | вещь                            | покупать-пасс.                  | опр. артикль мн. ч.             | билет                           | акт. п.                         | опр. артикль ед. ч.             | родитель                        |                                 |
| Перевод     | «Билеты были куплены родителем» | «Билеты были куплены родителем» | «Билеты были куплены родителем» | «Билеты были куплены родителем» | «Билеты были куплены родителем» | «Билеты были куплены родителем» | «Билеты были куплены родителем» | «Билеты были куплены родителем» | «Билеты были куплены родителем» |
- «выделение агенса»:

| Предложение | Nā                          | te                          | matua                       | ngā                         | tīkiti                      | i                           | hoko                        |                             |
| Расшифровка | принадлежать                | опр. артикль ед. ч.         | родитель                    | опр. артикль мн. ч.         | билет                       | маркер времени и вида       | покупать                    |                             |
| Перевод     | «Это родитель купил билеты» | «Это родитель купил билеты» | «Это родитель купил билеты» | «Это родитель купил билеты» | «Это родитель купил билеты» | «Это родитель купил билеты» | «Это родитель купил билеты» | «Это родитель купил билеты» |
- «нейтральные», или стативные глаголы:

| Предложение | I                                           | pakaru                                      | te                                          | wini                                        | i                                           | a                                           | Hēmi                                        |                                             |
| Расшифровка | маркер времени и вида                       | быть разбитым                               | опр. артикль ед. ч.                         | окно                                        | акт. п.                                     | личный артикль                              | Хеми (имя)                                  |                                             |
| Перевод     | «Окно было разбито Хеми (Хеми разбил окно)» | «Окно было разбито Хеми (Хеми разбил окно)» | «Окно было разбито Хеми (Хеми разбил окно)» | «Окно было разбито Хеми (Хеми разбил окно)» | «Окно было разбито Хеми (Хеми разбил окно)» | «Окно было разбито Хеми (Хеми разбил окно)» | «Окно было разбито Хеми (Хеми разбил окно)» | «Окно было разбито Хеми (Хеми разбил окно)» |
Во всех случаях глагол явно не маркирован как пассивный, при наличии агенса он маркирован частицей, а также пациенс стоит в именительном падеже с соответствующим обозначением. 
Имеются и другие примеры конструкций, похожих на эргатив:
- когда маркируется субъект субстантивированного сказуемого (посессивом), в случае переходного сказуемого используется частица a, а при непереходном — o; это позволяет избежать неоднозначности «стрельба охотников» (охотники стреляют кого-то или охотников кто-то стреляет):

| Предложение | Te                                       | pupuhi-tanga                             | a                                        | ngā                                      | kaiwhakangau                             |
| Расшифровка | опр. артикль ед. ч.                      | стрелять-субстантивирующий суффикс       | посессив                                 | опр. артикль мн. ч.                      | охотник                                  |
| Перевод     | «Стрельба охотников (охотники стреляют)» | «Стрельба охотников (охотники стреляют)» | «Стрельба охотников (охотники стреляют)» | «Стрельба охотников (охотники стреляют)» | «Стрельба охотников (охотники стреляют)» |
| Предложение | Te                                        | pupuhi-tanga                              | o                                         | ngā                                       | kaiwhakangau                              |
| Расшифровка | опр. артикль ед. ч.                       | стрелять-субстантивирующий суффикс        | посессив                                  | опр. артикль мн. ч.                       | охотник                                   |
| Перевод     | «Стрельба охотников (охотников стреляют)» | «Стрельба охотников (охотников стреляют)» | «Стрельба охотников (охотников стреляют)» | «Стрельба охотников (охотников стреляют)» | «Стрельба охотников (охотников стреляют)» |
- Оборот ko wai e (вопросительное предложение, начинающееся со слова wai «кто» и глагольной фразы, маркированной частицей e). При этом в зависимости от переходности глагола слово «кто» становится то агенсом, то пациенсом:

| Предложение | Ko            | wai           | e                     | haere?        |
| Расшифровка | фокус         | кто           | маркер времени и вида | идти          |
| Перевод     | «Кто пойдёт?» | «Кто пойдёт?» | «Кто пойдёт?»         | «Кто пойдёт?» |
| Предложение | Ko                     | wai                    | e                      | karanga?               |
| Расшифровка | фокус                  | кто                    | маркер времени и вида  | приглашать             |
| Перевод     | «Кто будет приглашён?» | «Кто будет приглашён?» | «Кто будет приглашён?» | «Кто будет приглашён?» |

#### Структура фразы
В общем случае фраза в маори имеет три компонента:
- префикс: грамматические частицы, временные/видовые частицы, детерминаторы;
- ядро со знаменательными частями речи;
- постфикс: частицы направления, способа действия, дейктические.

| Структура фразы | Префикс                                                         | Префикс                                                         | Ядро                                                            | Ядро                                                            | Постфикс                                                        | Префикс                                                         | Префикс                                                         | Ядро                                                            | Ядро                                                            | Постфикс                                                        | Постфикс                                                        |
| Предложение     | Me                                                              | i                                                               | haere                                                           | wawe                                                            | mai                                                             | ki                                                              | te                                                              | whare                                                           | wānanga                                                         | nei                                                             | hoki                                                            |
| Расшифровка     | если                                                            | маркер времени/вида                                             | идти                                                            | быстро                                                          | направление                                                     | к                                                               | опр. артикль ед. ч.                                             | дом                                                             | обучение                                                        | локатив                                                         | также                                                           |
| Перевод         | «Если бы я пришёл/пришла быстро и к этому университету [тоже]…» | «Если бы я пришёл/пришла быстро и к этому университету [тоже]…» | «Если бы я пришёл/пришла быстро и к этому университету [тоже]…» | «Если бы я пришёл/пришла быстро и к этому университету [тоже]…» | «Если бы я пришёл/пришла быстро и к этому университету [тоже]…» | «Если бы я пришёл/пришла быстро и к этому университету [тоже]…» | «Если бы я пришёл/пришла быстро и к этому университету [тоже]…» | «Если бы я пришёл/пришла быстро и к этому университету [тоже]…» | «Если бы я пришёл/пришла быстро и к этому университету [тоже]…» | «Если бы я пришёл/пришла быстро и к этому университету [тоже]…» | «Если бы я пришёл/пришла быстро и к этому университету [тоже]…» |
Ядро является обязательным компонентом любой фразы, хотя встречается употребление детерминативов и (реже) частицы atu «от [говорящего]» без знаменательных частей речи. Частицы при модификации ведут себя аналогично «основам»: к примеру, если вершина фразы стоит в пассивном залоге, то зависимое слово тоже должно получить соответствующий маркер, причём опустить маркер пассива можно только у вершины; аналогичного согласования требуют и некоторые частицы.
| Предложение | Kai(-nga)                                                | mata-tia                                                 | ai                                                       | ngā                                                      | kai                                                      |
| Расшифровка | есть(-пасс.)                                             | сырой-пасс.                                              | маркер времени и вида                                    | опр. артикль мн. ч.                                      | еда                                                      |
| Перевод     | «Раньше пищу ели сырой (пища обычно была съедена сырой)» | «Раньше пищу ели сырой (пища обычно была съедена сырой)» | «Раньше пищу ели сырой (пища обычно была съедена сырой)» | «Раньше пищу ели сырой (пища обычно была съедена сырой)» | «Раньше пищу ели сырой (пища обычно была съедена сырой)» |
| Предложение | Kei te                                                        | waiata-tia                                                    | tonu-tia                                                      | ngā                                                           | mōteatea                                                      | tawhito |
| Расшифровка | маркер времени и вида                                         | петь-пасс.                                                    | всё ещё-пасс.                                                 | опр. артикль мн. ч.                                           | песни                                                         | древний |
| Перевод     | «Мы всё ещё поём древние песни (старые песни всё ещё поются)» | «Мы всё ещё поём древние песни (старые песни всё ещё поются)» | «Мы всё ещё поём древние песни (старые песни всё ещё поются)» | «Мы всё ещё поём древние песни (старые песни всё ещё поются)» | «Мы всё ещё поём древние песни (старые песни всё ещё поются)» |         |

### Лексика

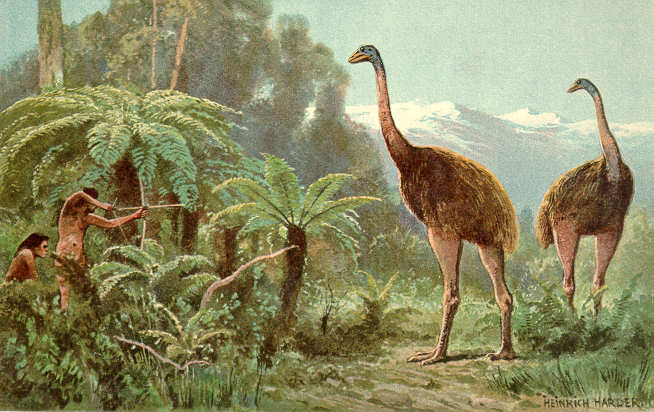
Моа

В словообразовании маори, помимо заимствования слов из других языков, используются аффиксация, словосложение и редупликация.

#### Заимствования
В лексике маори, помимо собственных слов, имеется несколько слоёв заимствований: древнейший — праавстронезийский, затем праполинезийский, а также широкий пласт англицизмов. Ввиду изменения условий обитания многие древние слова поменяли значение; ярким примером этого являются слова moa («домашняя птица, курица»), использованное маори для именования гигантской вымершей птицы и впоследствии заимствованное во многие языки мира, а также huka, прежде значившее «пена», но в маори получившее смысл «снег, изморозь». После установления постоянного контакта с европейцами в XVIII веке в маори массово начали проникать англицизмы и редкие заимствования из других языков (например, miere «мёд» — от французского miel). Первыми заимствованиями были христианские термины («священник») и названия предметов одежды и товаров («рубашка», «зеркало»), причём зачастую, со временем, они получали новые значения (week «неделя» → wiki сущ. — «неделя; воскресенье»; глагол — «проводить воскресенье»). Как и в некоторых других полинезийских языках, в маори нет исконного слова для обозначения змеи — используются заимствование из английского neke и библейский термин nākahi, созданный миссионерами на основе иврита. В настоящее время маори широко используется в Новой Зеландии во многих областях жизни, что требует развития лексики языка, хотя ныне, из-за языкового пуризма, неологизмы часто не заимствуются, а создаются независимо.
По причине значительных отличий в фонетическом строе маори и языков, откуда в него приходят заимствования, заимствованные слова подвергаются изменениям: так, звонкие согласные оглушаются (однако d часто превращается в /r/); шипящие и свистящие чаще всего передаются как /h/ (Sāmoa → Hāmoa); стечения согласных и конечные согласные звуки в слове подгоняются под структуру слога маори путём добавления гласных или опущением одного из согласных: ice cream → ahi kirīmi «мороженое»; Scotsman «шотландец» → kōtimana «чертополох».

## История изучения

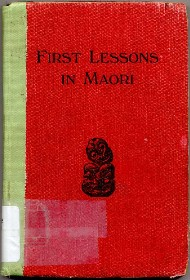
«First Lessons in Maori» Леонарда Уильямса, 1930

Сведения о развитии языка до контакта с европейской цивилизацией получены при помощи реконструкций.
История изучения маори началась с первого контакта аборигенов с европейцами: Джеймс Кук записал несколько слов языка маори во время первого путешествия в Новую Зеландию в 1769—1770 годах. Первая посвящённая маори публикация (а также первая опубликованная запись на самом языке маори) — «A Korao no New Zealand! The New Zealanders First Book!» Томаса Кендалла — вышла в 1815 году. Среди других важных работы по маори XIX века — грамматический очерк Кендалла «A Grammar and Vocabulary of the Language of New Zealand» 1820 года, «Грамматика новозеландского языка» (англ. A grammar of the New Zealand language) Роберта Монселла (1842), «First Lessons in the Maori Language: With a Short Vocabulary» епископа Леонарда Уильямса (1862), а также «New and Complete Manual of Maori Conversation» монахини Сюзанны Оберт (1885). В XX веке количество публикаций увеличилось, появилось множество учебников: Брюс Биггс выпускает книгу «Let’s Learn Maori» (1969, это пособие ещё следует старой традиции), выходит «Te rangatahi. Book 1 : Māori language course» Ваитити Хоани Ретиманы, а также целая серия пособий Джона Мурфилда «Whanake» (1988, 1989, 1992, 1996). Все они содержат краткий грамматический очерк. Первое полное описание грамматики языка, озаглавленное «Maori», появляется только в 1993 году (автор — профессор Уинифред Бауэр).
Крупные лексикографические работы по маори — словарь Леонарда Уильямса «A Dictionary of the New Zealand Language» (1844), сборник песен жанра «ваиата» Апираны Нгаты и доктора Пеи Те Хуринуи «Nga Moteatea», а также ныне оцифрованный и доступный онлайн словарь Хори Нгаты.
В целом, как грамматика, так и лексика маори хорошо описаны, а первой серьёзной работой, описывающей язык, является диссертация Биггса 1961 года.

## Маорийская Википедия
Существует раздел Википедии на языке маори («Маорийская Википедия»), первая правка в нём была сделана в 2004 году. По состоянию на 18:24 (UTC) 21 мая 2025 года раздел содержит 7995 статей (общее число страниц — 15 377); в нём зарегистрирован 20 991 участник, двое из них имеют статус администратора; 19 участников совершили какие-либо действия за последние 30 дней; общее число правок за время существования раздела составляет 165 932.

## Комментарии
1. ↑  В реконструкциях праполинезийскую гортанную смычку обычно обозначают символом q.
2. ↑  Удвоение гласных — менее популярный способ их орфографического отображения.
3. 1 2  Звуки /w/ и /u/ похожи артикуляционно, однако контрастируют в таких словах как taua «ты и я» и tawa «Beilschmiedia tawa».
4. ↑  Hohepa, Patrick W. The Accusative-to-Ergative Drift in Polynesian Languages (англ.) // Journal of the Polynesian Society. — 1969. — No. 78. — P. 295–329., цит. по Harlow, 2006.
5. ↑  Reedy, Tāmati Muturangi. Complex Sentence Formation in Maori. — University of Hawai‘i, 1979., цит. по Harlow, 2006.
6. ↑  Sandra Chung. Case-Marking and Grammatical Relations in Polynesian. — University of Texas Press, 1978., цит. по Harlow, 2006.
7. ↑  Bauer, Winifred A. Experience Verbs in Maori (англ.) // Te Reo. — 1983. — No. 26. — P. 31—36., цит. по Harlow, 2006.